# جارما
 جارما رودی است به تاقوس می‌ریزد. این رود از کشور اسپانیا می‌گذرد.